# Бертран, Джеймс
Джеймс Бертран (фр. James Bertrand; псевдоним; настоящее имя: Жан-Батист Бертран; фр. Jean-Baptiste Bertrand; 25 марта 1823[…], Лион — 27 сентября 1887, Орсе) — французский исторический живописец. 

## Биография

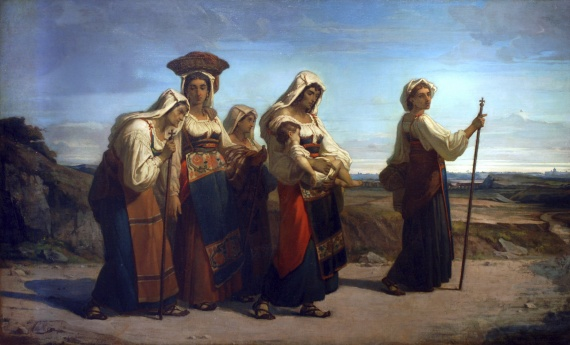
Паломницы из Альвито направляются в Рим, в Собор Святого Петра

Родился в 1823 году в Лионе в семье Пьера-Амеде Бертрана, торговца шляпами, и его жены Мари Марешаль. 
С 1840 года учился в Школе изящных искусств Лиона под руководством Жана Клода Боннефона, а с 1844 года — в Высшей школе изящных искусств Парижа.
В дальнейшем сотрудничал с Виктором Орселем при росписи церкви Нотр-Дам-де-Лорет.
С 1857 года регулярно выставлял свои работы на Парижском салоне. В 1857—62 годах путешествовал по Италии, какое-то время жил в Риме, где познакомился с немецкими назарейцами и испытал их влияние на самом излёте этого движения.
После возвращения в Париж, преподавал живопись в Академии Жюлиана. Несколько раз удостаивался наград Парижского салона. В 1876 году стал кавалером ордена Почётного легиона.
Скончался в 1887 году в одном из парижских пригородов и был похоронен на кладбище Монпарнас. 
Его вдова в память о муже учредила премию в размере 3,5 тысяч франков, которая вручалась раз в год одному художнику, историческому живописцу, уроженцу Франции. Эта премия продолжала вручаться, по меньшей мере, до конца 1940-х годов.
Хотя Джеймс Бертран, очевидно, считал себя историческим живописцем, его работы сложны для интерпретации, в первую очередь из-за фантастичности одеяний, в которые он облекает своих персонажей. Так на картине, «Жан-Жак Хауэр создаёт портрет Шарлотты Корде», художник Хауэр облачён в некий фантастический наряд в венгерском стиле, хотя, фактически являлся офицером Национальной гвардии Парижа. На картине, предполагаемое название которой: «Ранние христиане вытаскивают тело казнённой мученицы из Тибра», единственный персонаж, одежда которого поддаётся интерпретации, одет по моде XVI столетия (как ландскнехт, в характерную рубаху с вырезами) и т.д. Даже относительно картины «Анатом эпохи Ренессанса проводит вскрытие», не содержащей подобных несуразностей, не существует ясности, изображает она Везалия или Паре (а в описаниях картины можно встретить оба упомянутых варианта). «Конструкция», установленная на полу перед «Трубадуром» (шутом?) на одноименной картине, также лишена очевидного объяснения, и т.п.

## Работы Джеймса Бертрана

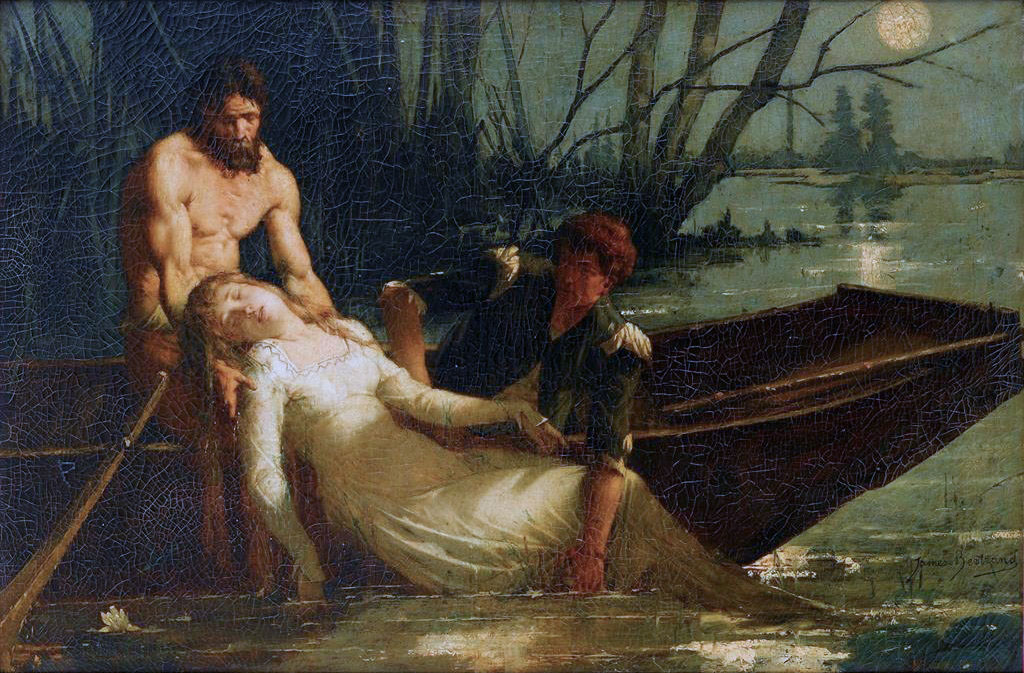
Утопленница
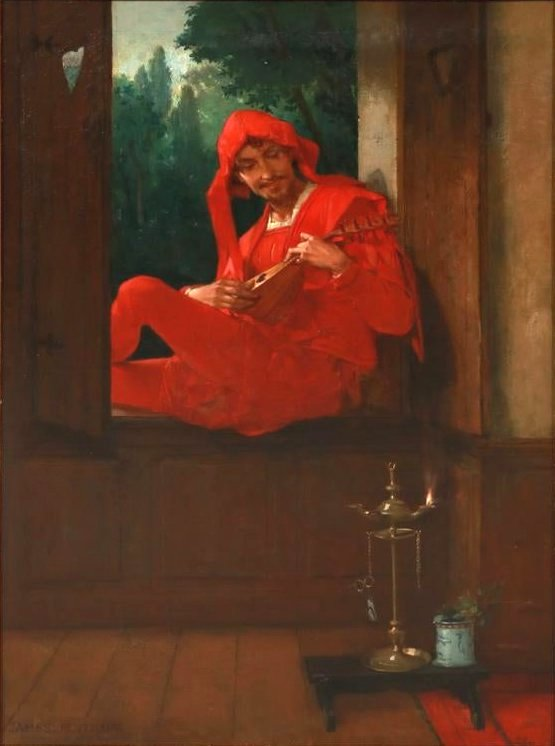
Трубадур (?)
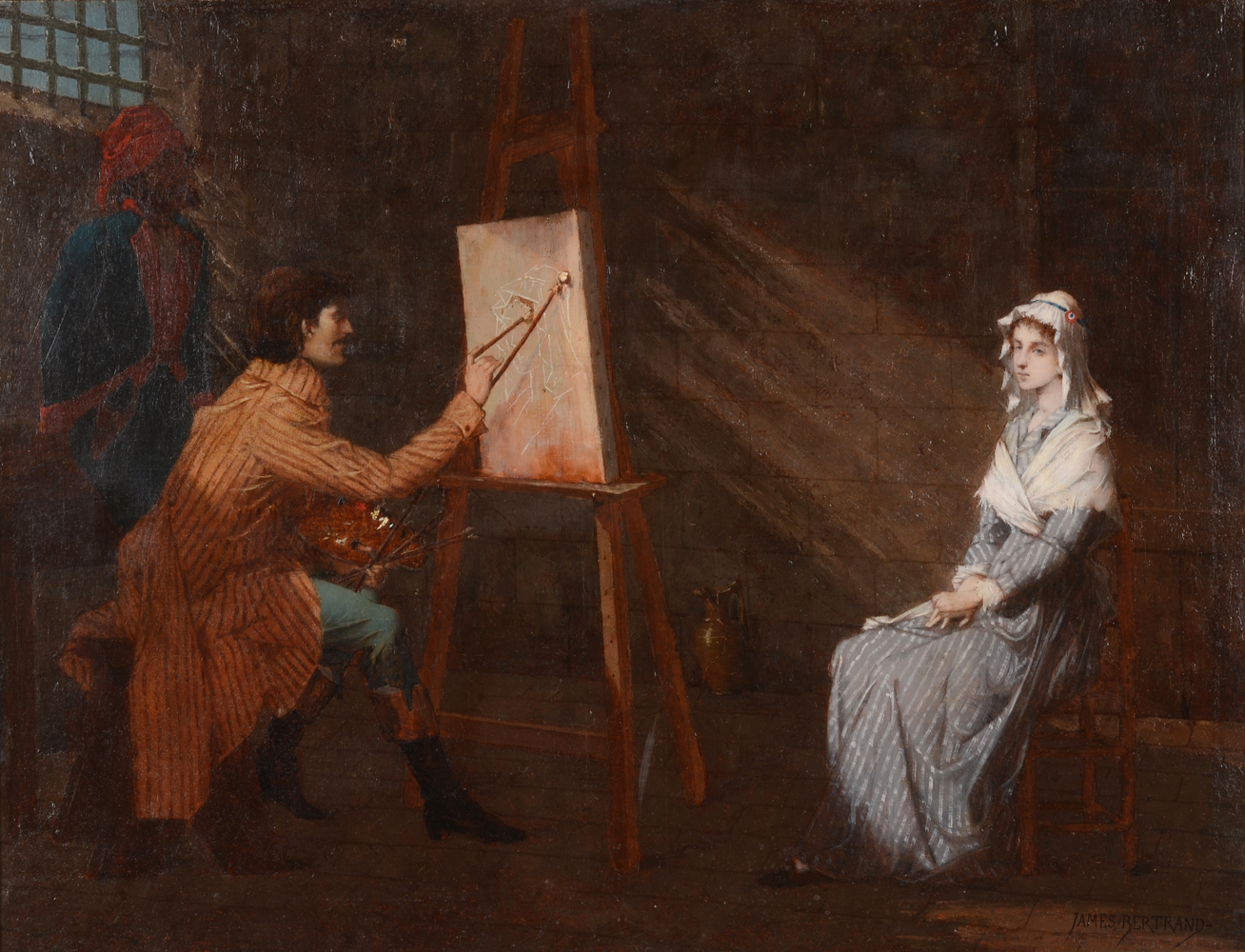
Жан-Жак Хауэр создаёт портрет Шарлотты Корде
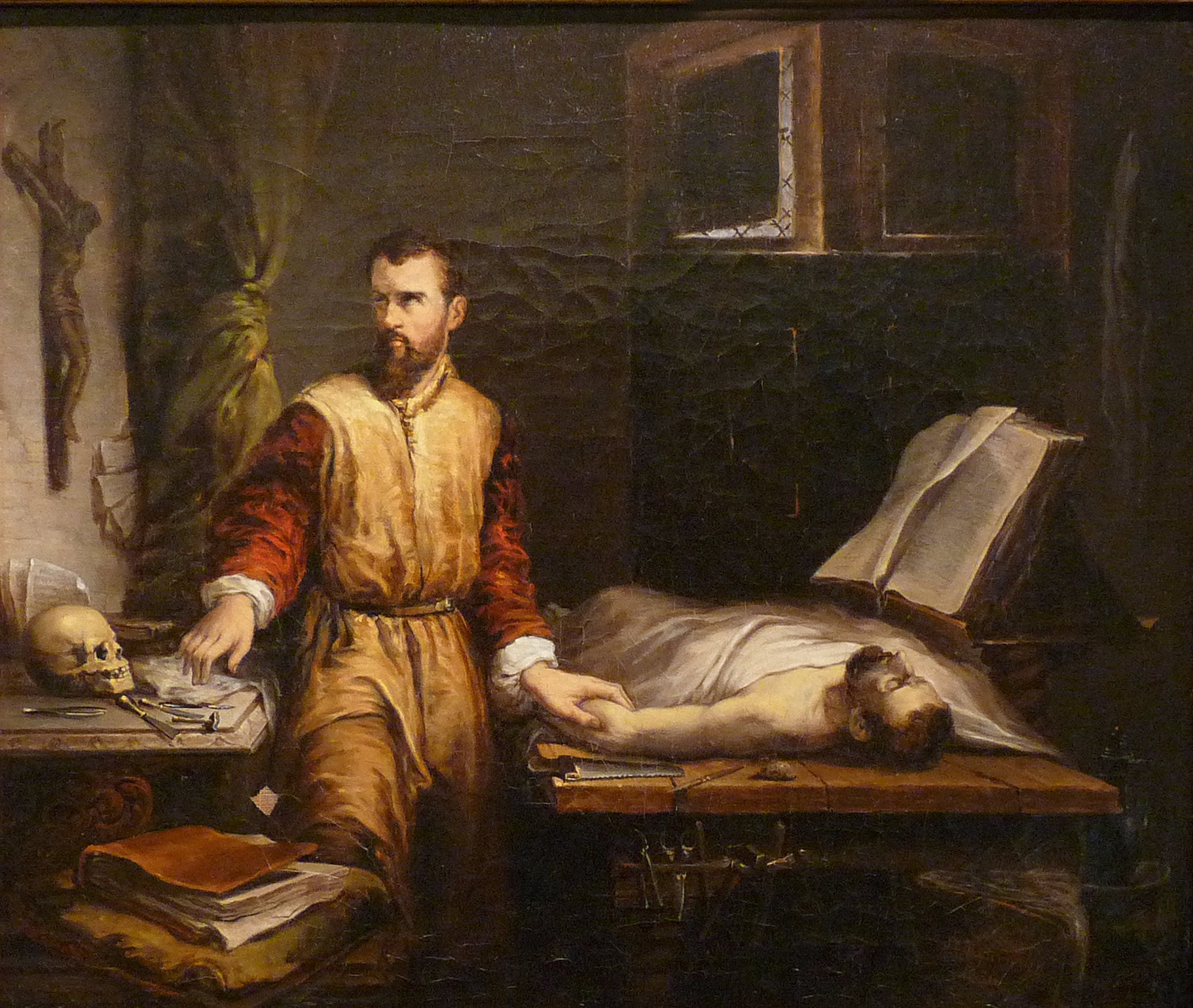
Анатом эпохи Ренессанса (Андреас Везалий или Амбруаз Паре)
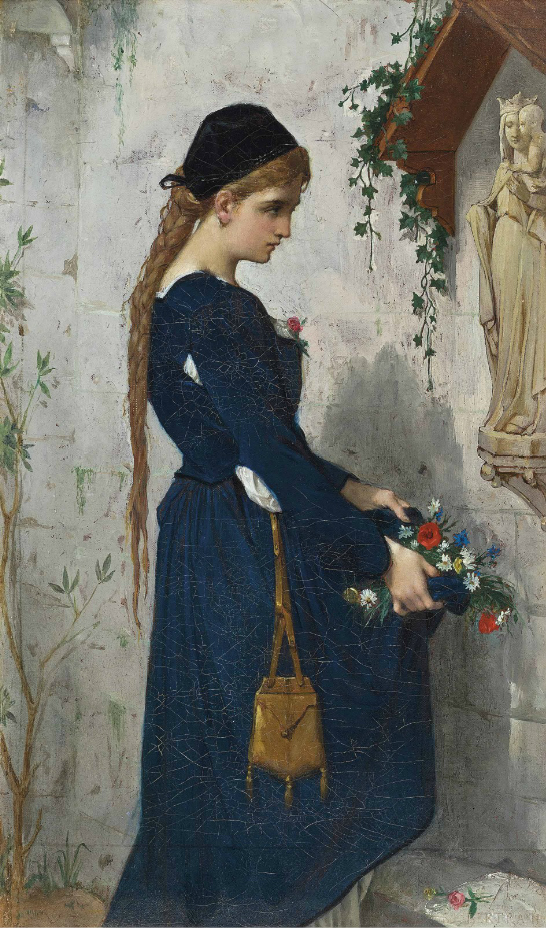
Перед святыней
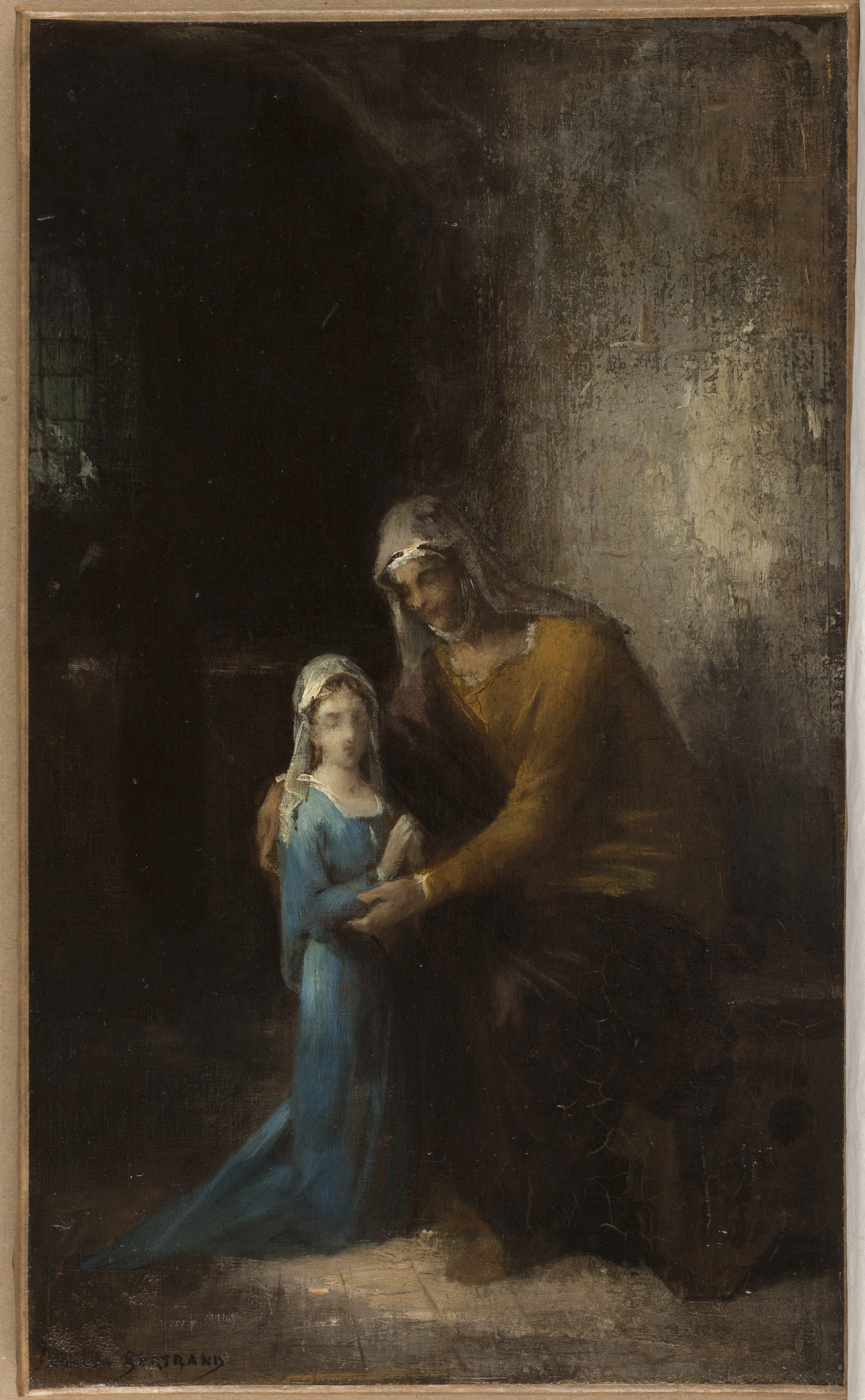
Дева Мария со своей матерью, Праведной Анной. Эскиз церковной росписи, 1872, Малый дворец (Париж)